# 波爾體育館
波爾體育館（英語：Ball Arena），舊稱 百事中心（英語：Pepsi Center），是一座位於美國科羅拉多州丹佛市的室內體育館，啟用於1999年，是美国国家篮球协会（NBA）球隊丹佛金塊以及國家冰球聯盟（NHL）球隊科羅拉多雪崩的主場。

## 外部連結
- 官方网站